# 香坊站
香坊站，舊稱老哈尔滨站（俄语：Cтанция Старый Харбинъ），位于哈尔滨市香坊区，是滨绥铁路沿线的一座客运、货运兼备的一等站，隶属哈尔滨铁路局。香坊站为老哈尔滨的所在地，因其距离松花江较远不易受到水灾影响，加上周边有数个既有设施可作运营和办公所用，于1898年建成中东铁路“哈尔滨站”，是哈尔滨最古老的火车站。1904年改称“老哈尔滨站”。1924年改称“香坊站”，香坊一名来源于清朝光绪年间一名河北乐亭人氏在这里开线香作坊而得名。香坊站是滨绥铁路和拉滨铁路的交点。
2021年1月21日起，香坊站停止办理旅客乘降，仅保留售票业务，2022年7月恢复，始发往五常方向的慢火车。同时2022年开行的旅游列车“呼伦贝尔号”以香坊站为始发站。

## 车次列表
车站有以下列车停靠：
| 运行区间    | 车次                              |
| ----------- | --------------------------------- |
| 香坊-五常   | K5180、K5182、K5184、K5186、K5188 |
| 五常-香坊   | K5181、K5183、K5185、K5187、K5189 |
| 牡丹江-漠河 | K5174                             |
| 漠河-牡丹江 | K5173                             |
| 牡丹江-香坊 | K7222                             |

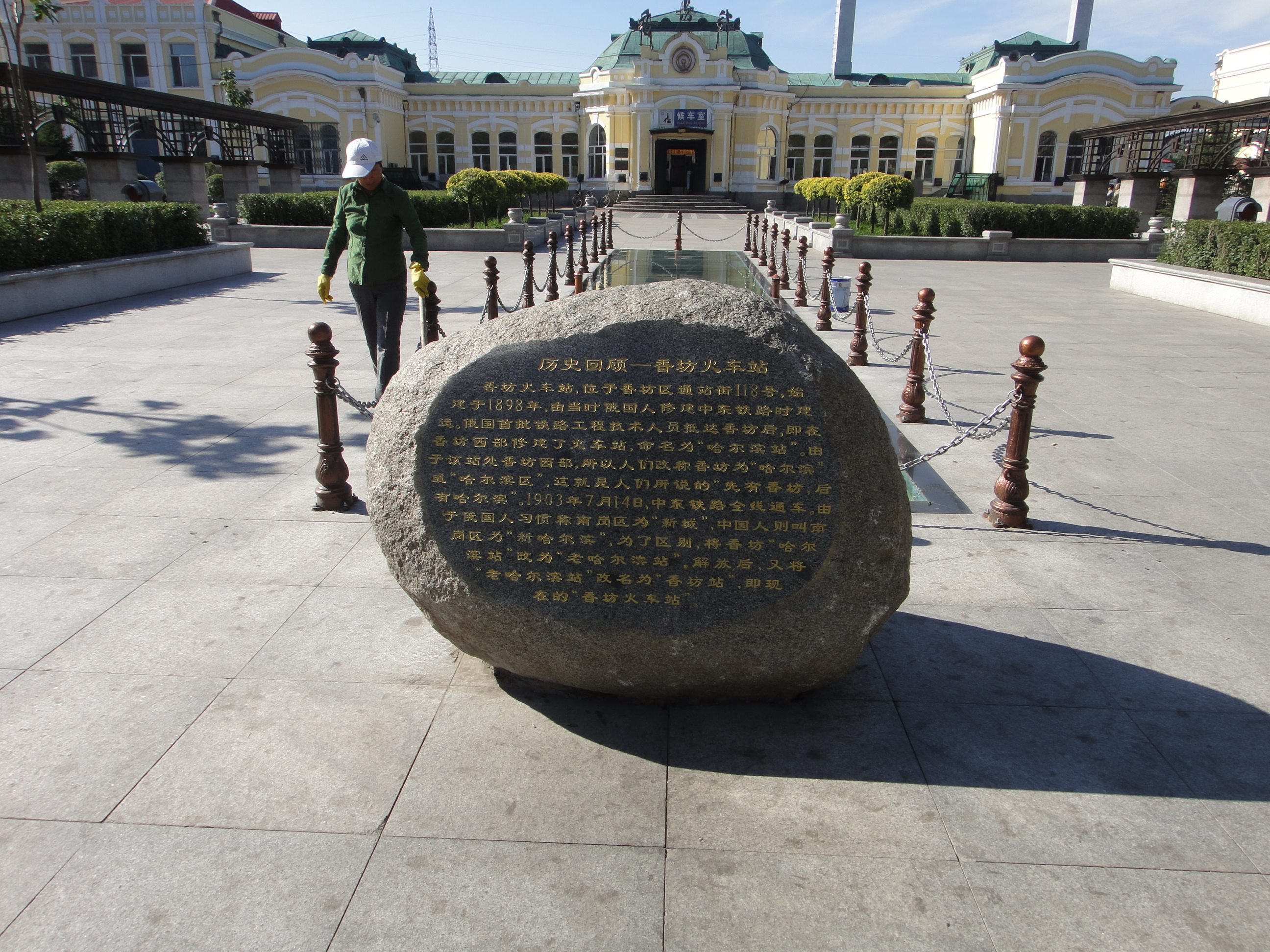
站前广场
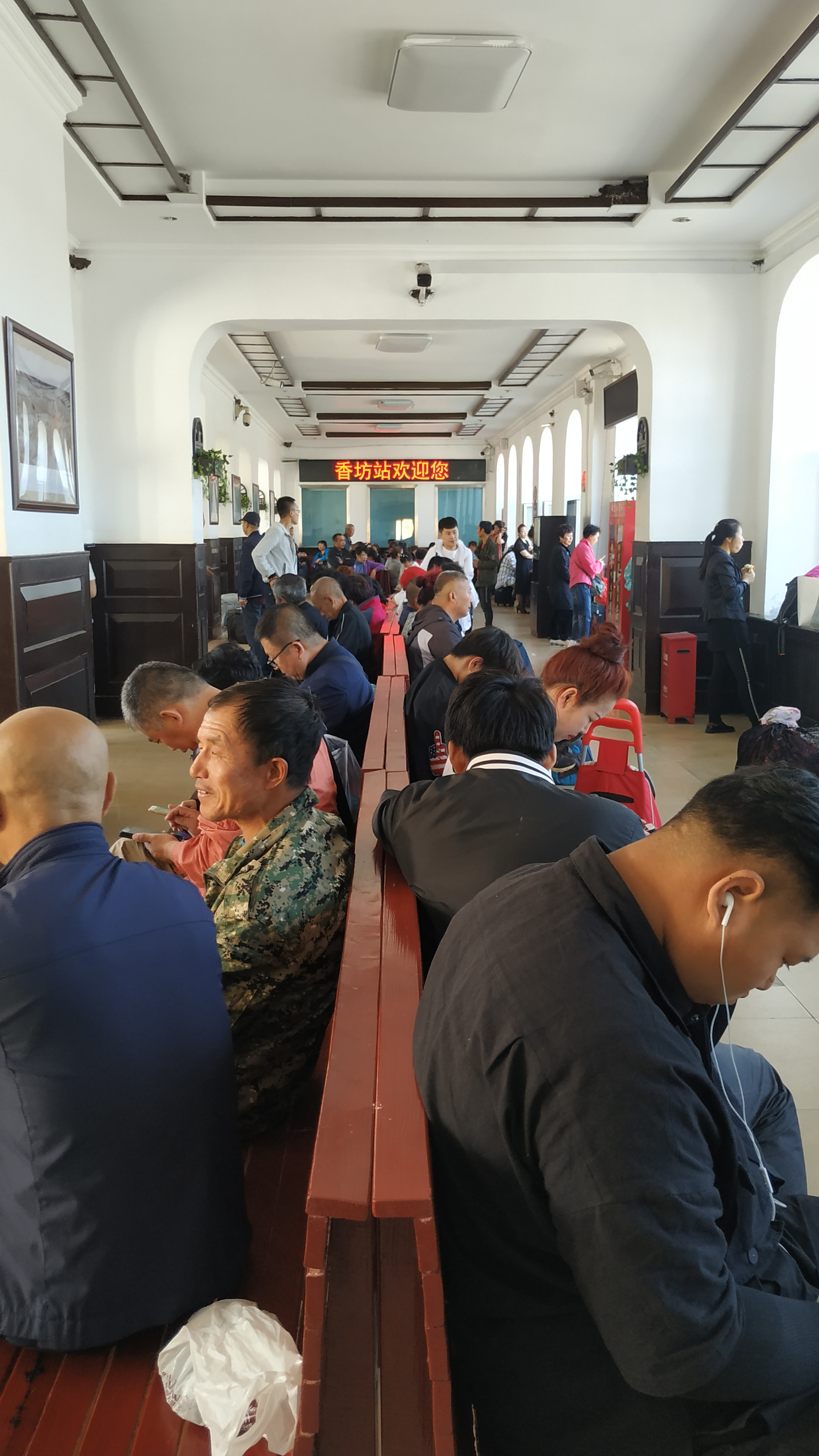
候车室内部
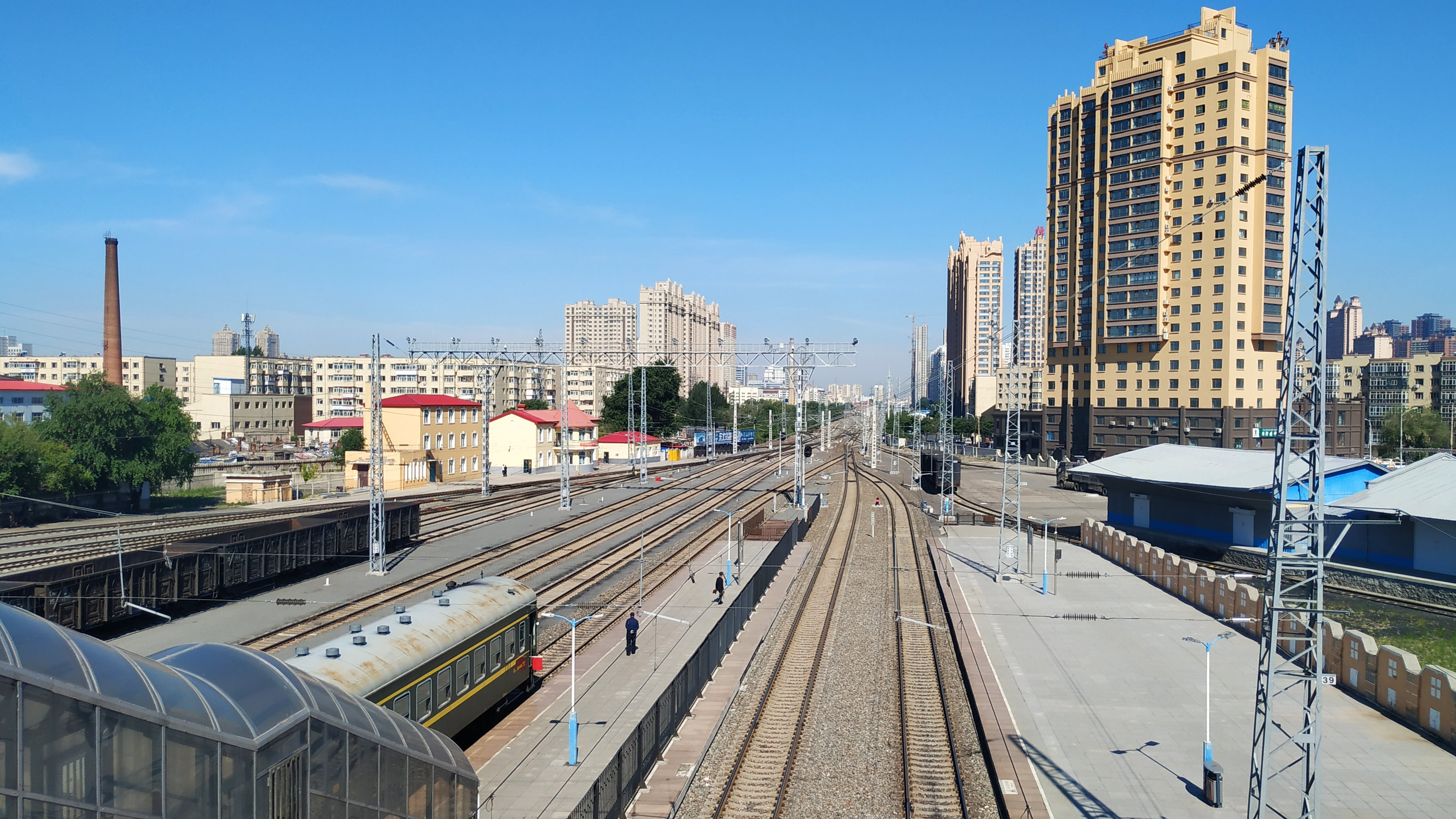
车站站场
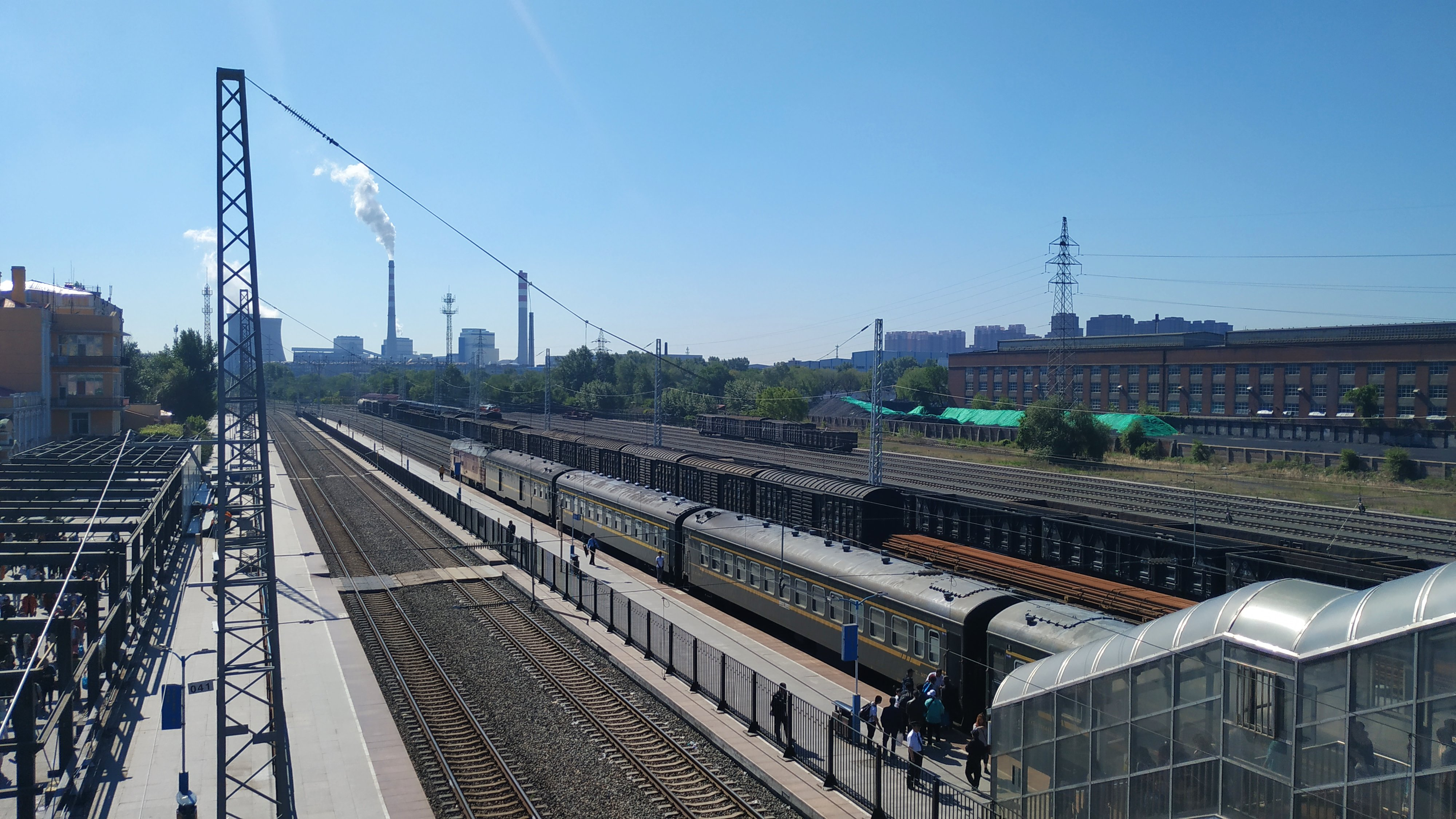
自站内天桥东向望